# Aduardervoorwerk
Aduardervoorwerk est un hameau de la commune néerlandaise de Westerkwartier, situé dans la province de Groningue. 

## Géographie
Aduardervoorwerk est situé à l'est d'Aduard, sur le canal Van Starkenborgh.

## Histoire
Aduardervoorwerk fait partie de la commune de Zuidhorn avant le 1er janvier 2019, date à laquelle celle-ci est rattachée à Westerkwartier.